# لمک
لِمِک یا لَمِک یا لامِک (به عبری: לֶמֶך به معنی نیرومند)، پسر مَتْوشَلَخ و نسل پنجم از شیث است. او دو زن به نام‌های عاده (به معنی سپیده) و سلاه (به معنی سایه) و چهار فرزند پسر به نام‌های یوبال (نوازنده بربط و نی)، توبال (سازنده آلات مسی و آهنی)، یابال (خیمه‌نشین رمه‌دار) و نوح (سرخوشی) داشت. بر اساس کتاب پیدایش عهد عتیق هنگام تولد نوح، لمک به فرزندانش گفت که نفرین و لعنتی که آدم بر این جهان آورده با این پسرم پایان می‌پذیرد. در برخی متون یهودی، به کشتن لمک اشاره رفته‌ اما در تورات به این موضوع اشاره‌ای نشده‌است.